# J. C. R. Licklider

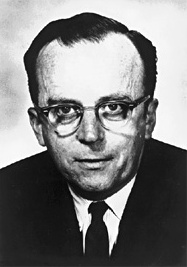
J. C. R. Licklider

Joseph Carl Robnett Licklider (* 11. März 1915 in St. Louis, Missouri; † 26. Juni 1990 in Arlington, Massachusetts), besser bekannt als J.C.R. Licklider oder unter seinem Spitznamen „Lick“, war ein amerikanischer Psychologie-Professor. Er prägte die Frühzeit der amerikanischen Informatik, indem er in leitenden Positionen neue Richtungen bei der Hardware- und Software-Entwicklung aufzeigte. Er gilt als Gründerfigur der Künstlichen Intelligenz, moderner Interaktions-Konzepte für Computer sowie des Time-Sharings und des Internets.

## Leben
Licklider wechselte während seiner College-Zeit an der Universität Washington mehrmals das Fach, da er sich aufgrund seiner vielfältigen Interessen nicht für eine Disziplin entscheiden konnte. Unter anderem studierte er Chemie, Physik, Kunst und Psychologie. Seinen Abschluss machte er 1937 schließlich in Psychologie, Mathematik und Physik. Als Doktorand beschäftigte er sich mit Psychoakustik und promovierte mit Forschungen über die Verarbeitung von Tönen im Gehirn von Katzen. 1942 wechselte er als wissenschaftlicher Mitarbeiter an das psychoakustische Labor der Harvard University, wo er während der Kriegsjahre Feldexperimente in B-17- und B-24-Bombern durchführte, um die Auswirkungen von großen Höhen auf die Sprachkommunikation und von statischem Rauschen und anderen Störungsquellen auf Funkempfänger zu erforschen. Diese Experimente fanden in Flughöhen von bis zu 35.000 Fuß, ohne Druckkabinen und bei Temperaturen oft unter dem Gefrierpunkt statt. Bereits während dieser Zeit wurde er Fakultätsmitglied und galt schnell als einer der führenden Theoretiker für das auditive System.:S.31–32
1950 wechselte Licklider von der Harvard University zum Massachusetts Institute of Technology (MIT), wo er zunächst in der Akustikabteilung begann. Im darauf folgenden Jahr wurde er im neu gegründeten Lincoln Laboratory des MIT tätig, das sich mit Fragen der Luftabwehr beschäftigte. Hier baute er die Human Engineering Group des Instituts auf. Während des Kalten Krieges arbeitete er zunächst an der Verwirklichung des radarbasierten Frühwarnsystems DEW Line (Distant Early Warning Line) mit. Die Notwendigkeit der Verarbeitung und Analyse der zahlreichen Daten der DEW Line führte schließlich zur Entwicklung des Projektes SAGE (Semi-Automatic Ground Environment), dem computerbasierten Luftverteidigungssystem der USA. Licklider war bei seinen Kollegen hoch angesehen als Theoretiker, der sich selten nach abstrakten Lehren richtete, sondern lösungsorientierter dachte und arbeitete als die meisten anderen Forscher am Institut, wie sein ehemaliger Kollege und Mitarbeiter Bill McGill beschrieb: „Er sah die Lösung eines technischen Problems schon vor sich, bevor wir anderen sie auch nur berechnen konnten.“ Das Projekt SAGE ließ Licklider – neben anderen Theoretikern des Instituts – die Datenverarbeitung in einem neuen Blickwinkel sehen. Es war für ihn ein frühes Beispiel für eine Maschine als Partner des menschlichen Problemlösungsprozesses. Dies bezeichnete er später in seinen grundlegenden Arbeiten als Symbiose zwischen Mensch und Maschine.:S.34–36
Als 1953 in der Psychologiesektion der wirtschaftswissenschaftlichen Abteilung des MIT eine Gruppe zur Erforschung des menschlichen Faktors eingerichtet wurde, übernahm Licklider die Leitung und nahm eine Handvoll seiner intelligentesten Kollegen und Studenten vom Lincoln Lab mit. Die Gruppe wurde 1954 zu den Sozialpsychologen des Arbeitsmanagements an der Sloan School of Management verlegt, beschäftigte sich aber mit ganz anderen als Managementproblemen. Sie arbeitete auf dem damals völlig neuen Gebiet der experimentellen kognitiven Psychologie und erforschte zum Beispiel, ob Computer sich als Modelle für die verschiedenen kognitiven Fähigkeiten des Menschen eignen. Nach der ersten Dissertation aus dieser Abteilung wünschte die Leitung des MIT Arbeit auf wissenschaftlich herkömmlicheren Terrain. Da Licklider keine dauerhaften Stellen für seine Abteilung erhielt, wanderten seine gefragten Mitarbeiter nach und nach ab.:S.36–37
Licklider erschloss sich daraufhin wieder ein neues Interessengebiet: Durch eine eher zufällige Begegnung am Lincoln Lab mit dem Computerarchitekten Wesley A. Clark lernte er den Computer TX-2 kennen, den dieser 1958 konstruiert hatte. Der TX-2 war einer der ersten Computer, der interaktive Grafik auf einem Bildschirm darstellen konnte. Licklider war fasziniert von den gemeinsamen Sitzungen mit Clark, die fortan einen immer größeren Teil seiner Zeit einnahmen, und wandte sich immer mehr von der Psychologie ab und der Informatik zu.:S.37–38 Er war überzeugt, dass „im Computer ein gesellschaftsveränderndes Potential stecke“, entwarf Theorien, dass „Heimcomputerkonsolen und Fernsehgeräte [...] zu einem allumfassenden Netzwerk verknüpft“ werden könnten und sah eine Zukunft voraus, in der die meisten Bürger dank des Zugangs zu Computern „über politische Gestaltungsprozesse informiert, daran interessiert und beteiligt sind“, denn: „Wirklich effektive Interaktion mit Information über eine gute Konsole und ein gutes Netzwerk zu einem guten Computer macht Spaß, und das läßt den Prozess zu einem Selbstläufer werden.“:S.39–40
Licklider verließ das MIT und wechselte 1957 zu der Akustik- und Informationstechnologiefirma Bolt Beranek and Newman (BBN). Diese hatte auf dem PDP-1, einem „Minicomputer“ der Firma Digital Equipment Corporation (DEC), der auf dem TX-0 des MIT basierte, eines der ersten Time-Sharing-Systeme realisiert und stellte Licklider gleich zwei (von nur 53 vorhandenen) Rechnern für seine persönliche Forschung zur Verfügung. Zahlreiche führende Informatiker folgten Licklider daraufhin zu BBN.:S.41,96–98
Basierend auf den Forschungen bei BBN fasste Licklider 1960 seine Visionen in dem zukunftsweisenden Artikel Man-Computer-Symbiosis zusammen, mit dem er seinen Ruf als Informatiker in der breiteren wissenschaftlichen Öffentlichkeit begründete. Der Artikel fand zusätzliche Aufmerksamkeit, weil er von einem Psychologen stammte, der vier Jahre zuvor noch kein Fachwissen über Computer hatte. Licklider beschrieb darin das Konzept einer einfacheren Interaktion zwischen Mensch und Computer und stellte die These auf, eine enge Koppelung zwischen Menschen und „den elektronischen Gliedern der Partnerschaft“ würde schließlich zu kooperativen Entscheidungsprozessen führen. Menschliche Entscheidungen würden mit Hilfe von Computern getroffen werden, allerdings ohne „unflexible Abhängigkeit von im vorhinein festgelegten Programmen.“ Computer sollten die Aufgaben übernehmen, die sie am besten bewältigen können, nämlich Routineaufgaben, während die Menschen die so gewonnene Energie und Zeit für bessere Erkenntnisse und Entscheidungen nutzen könnten. Die Partnerschaft von Mensch und Maschine würde bessere Problemlösungen hervorbringen, als sie jedem der Partner alleine möglich wären. Zudem würden sie „die wertvollste postmoderne Ressource sparen: Zeit.“ Lickliders Vision war, „daß in nicht allzu ferner Zukunft menschliches Gehirn und datenverarbeitende Maschine eng … gekoppelt werden können und daß die daraus resultierende Partnerschaft denken wird, wie kein menschliches Gehirn jemals gedacht hat, und Daten auf eine Weise verarbeiten wird, an die unsere heutigen Informationsverarbeitungsmaschinen nicht heranreichen.“:S.40–41
Im August 1962 beschrieb Licklider in einer Reihe von Memos ein globales Computer-Netzwerk (das „Galactic Network“), das nahezu alle Ideen enthielt, die heute das Internet kennzeichnen.
1962 bot der Direktor der Forschungsabteilung des Verteidigungsministeriums, der Defense Advanced Research Projects Agency (ARPA, später DARPA), Licklider an, die Abteilung „Command and Control Research“ zu übernehmen sowie eine verhaltenswissenschaftliche Forschungsabteilung aufzubauen, wofür ihm ein Q-32 von SDC zur Verfügung gestellt wurde. Licklider wurde zudem volle Autonomie für seine Forschung zugesichert. Daraufhin wechselte er im Oktober 1962 zur ARPA und konnte nun seine Ideen zum Time-Sharing und zur Mensch-Maschine-Interaktion weiter verfolgen und in Regierungskreisen propagieren.:S.41–42 Das Computer-Establishment kritisierte seinerzeit Lickliders Programm mit dem Argument, dass Time-Sharing eine ineffiziente Verwendung von Computerressourcen darstelle und daher nicht weiter verfolgt werden solle.
Dank seines großzügigen Budgets konnte Licklider etwa ein Dutzend der damals besten Informatiker von der Stanford University, dem MIT, der UCLA, aus Berkeley und von ausgewählten Firmen für seine ARPA-Forschung verpflichten. Diese Forscher, mit denen er sich eng austauschte, bezeichnete er scherzhaft als das „Intergalaktische Computernetzwerk“. Etwa sechs Monate nach Beginn seiner Tätigkeit verteilte er in diesem inoffiziellen Gremium eine Stellungnahme, in der er die ausufernde Vermehrung unterschiedlicher Programmiersprachen, Fehlersuchprogramme und Dokumentationsverfahren bemängelte und eine Diskussion über Standardisierung anstieß, da er hier eine Gefahr für ein zukünftiges Computernetzwerk sah. Er betonte die Notwendigkeit „Voraussetzungen für einen integrierten Netzwerkbetrieb zu schaffen“, wie sie auch bei dem menschlichen „Intergalaktischen Computernetzwerk“ beständen, was Sprache, Schrift und Kommunikationswege betraf.:S.44
Als Licklider die ARPA 1964 verließ, hieß seine Abteilung „Information Processing Techniques Office (IPTO)“ und beschäftigte sich nicht mehr schwerpunktmäßig mit Command-and-Control-Systemen im Rahmen von Kriegsszenarien, sondern mit Time-Sharing-Systemen, Computergrafik und der Verbesserung von Programmiersprachen. Als Nachfolger wählte er Ivan Sutherland aus, den weltweit führenden Experten für Computergrafik. Dieser wiederum holte 1965 Bob Taylor von der NASA zur ARPA. Taylor war wie Licklider – den er seit 1962 kannte – ein Experte für Psychoakustik und maßgeblich von diesem beeinflusst. Ab 1966 übernahm Taylor die Leitung der Abteilung. Auch der neue Leiter der ARPA, Charles M. Herzfeld, hatte Vorlesungen von Licklider über Computer und Dialogbetrieb besucht. 1968/69 entstand auf der Grundlage von Lickliders Forschungen das Arpanet, der Vorläufer des Internets.:S. 45–46, 51
1968 wurde Licklider Direktor des Project MAC am MIT. Dieses Forschungsprogramm führte zum kommerziellen Time-Sharing und später zum Networking.
1973 kehrte Licklider als Leiter des IPTO zur DARPA zurück und betreute die Ausgliederung des Arpanets aus der DARPA, bevor er 1975 abermals zum MIT wechselte, wo er seine berufliche Laufbahn beendete.:S.276–279

## Verschiedenes
Licklider bestand darauf, dass ihn alle – auch Studenten – mit „Lick“ anredeten, was damals nicht üblich war.:S.33
Ein weiteres Verdienst Lickliders ist weitgehend unbekannt: Konnte man früher an keiner amerikanischen Universität in Informatik promovieren, so begründeten Lickliders Arbeiten die Einrichtung der entsprechenden Forschungsbasis an gleich vier der besten Universitäten des Landes.

## Ehrungen
1953 wurde Licklider in die American Academy of Arts and Sciences gewählt, 1969 in die National Academy of Sciences.
1994, zum 25-jährigen Bestehen des Arpanets, das zu diesem Zeitpunkt bereits vier Jahre außer Betrieb war, erfolgte eine Ehrung der zahlreichen Beteiligten durch die Regierung Clinton. 19 Pioniere des Arpanet/Internet waren anwesend und zwei besondere Auszeichnungen wurden verliehen. Für Licklider, der 1990 verstorben war, nahm seine hochbetagte Frau Louise die besondere Ehrung in Empfang. Die andere ging an Bob Kahn, den maßgeblichen Entwickler des TCP/IP-Protokolls.:S.311–315